# Sportwagon

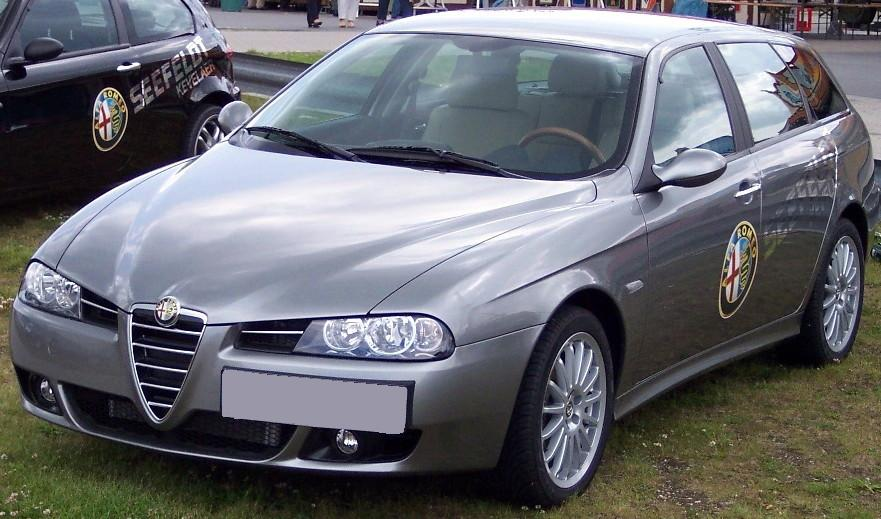
Alfa Romeo 156 Sportwagon

Sportwagon, Alfa Romeos namn på företagets kombi-modeller. Den första kombimodellern kom med Alfa Romeo 33. Idag heter Alfa Romeos enda kombimodell Alfa Romeo 159 Sportwagon.